# Colcannon
Le colcannon est un plat traditionnel de la cuisine irlandaise. C’est un plat économique qui peut être servi toute l’année. Le colcannon est aussi servi le jour d’Halloween. On y cache alors à l’intérieur une pièce de monnaie, un dé à coudre, un bouton ou une bague.

## Origine
La première mention du colcannon dans l'histoire irlandaise date à ce jour de 1735 dans le journal du voyageur William Bulkely.

## Ingrédients
Le colcannon est traditionnellement élaboré à partir de purée de pommes de terre, de chou frisé ou de chou vert, et de beurre. Il peut, selon les recettes, contenir aussi du lait, de la crème, des oignons, de la ciboulette, de l'ail ou de l'aillet, du jambon blanc ou du bacon. Ce plat est généralement consommé en automne ou en hiver, quand le chou est cueilli.

## Dans la culture populaire
- La chanson Colcannon, aussi appelée The Skillet Pot, est une chanson traditionnelle irlandaise. Elle est interprétée par de nombreux artistes comme en 1995 par la chanteuse Mary Black dans l'album The Black Family (en)[2].